# Pomponio Basso (console 211)
Pomponio Basso (in latino Pomponius Bassus; ... – 221) è stato un politico romano, ucciso per volere dell'imperatore Eliogabalo, intenzionato a sposarne la moglie.
Figlio probabilmente di Gaio Pomponio Basso Terenziano, console suffetto nel 193 circa, Basso divenne console ordinario posterior nel 211; tra il 212 e il 217 fu legato (governatore) della provincia della Mesia (Inferiore o Superiore).
Era sposato con Annia Faustina, imparentata con l'imperatore Marco Aurelio. Eliogabalo, intenzionato a sposare Faustina per rafforzare i suoi diritti dinastici, fece giustiziare Basso nel 221; pochi mesi dopo l'imperatore sposò la vedova.